# 28220 York
28220 York è un asteroide della fascia principale. Scoperto nel 1998, presenta un'orbita caratterizzata da un semiasse maggiore pari a 2,5219994 UA e da un'eccentricità di 0,0677651, inclinata di 1,27353° rispetto all'eclittica.
È dedicato alla città inglese di York.